# Luigi Oreglia di Santo Stefano
Luigi Oreglia di Santo Stefano (ur. 9 lipca 1828, zm. 7 grudnia 1913) – włoski kardynał.

## Życiorys
Studiował w Turynie i w Rzymie. Święcenia kapłańskie przyjął w 1851. W maju 1866 został tytularnym arcybiskupem Damietty, a następnie nuncjuszem apostolskim w Belgii (1866-68) i w Portugalii (1868–73). W grudniu 1873 został mianowany kardynałem prezbiterem S. Anastasiae. Prefekt św. Kongregacji ds. Odpustów i Świętych Relikwii 1876–85. Uczestniczył w konklawe 1878. Kardynał-biskup Palestriny 1884–89. Od 1885 kamerling św. Kościoła Rzymskiego, arcykanclerz Rzymskiego Uniwersytetu i opat komendatoryjny Tre Fontane. Kardynał-biskup Porto e Santa Rufina i subdziekan św. Kolegium 1889–96. Od 1896 kardynał-biskup Ostia e Velletri, prefekt św. Kongregacji ds. Ceremonii i dziekan św. Kolegium Kardynałów. Uczestniczył w obchodach roku jubileuszowego 1900 w Rzymie, otwierając i zamykając Święte Drzwi w bazylice św. Pawła za Murami. Przewodniczył konklawe 1903. Zmarł w Rzymie w wieku 85 lat jako ostatni kardynał z nominacji Piusa IX.